# Before I Wake
Before I Wake (originalmente intitulado Somnia; bra: O Sono da Morte) é um filme de terror norte-americano de 2016 dirigido por Mike Flanagan e escrito juntamente ao lado de Jeff Howard. O filme estrela Kate Bosworth, Thomas Jane, Jacob Tremblay, Annabeth Gish, Dash Mihok e Kyla Deaver.

## Sinopse
Jessie (Kate Bosworth) e Mark (Thomas Jane) Hobson adotam uma criança chamada Cody (Jacob Tremblay) após a morte de seu filho Sean. Algum tempo depois eles descobrem que os sonhos de Cody podem se tornar realidade, mas seus pesadelos são mortais. Jessie e Mark então devem descobrir o que fazer antes um de seus pesadelos acabar lhe matando.

## Elenco
- Kate Bosworth como Jessie Hobson
- Thomas Jane como Mark Hobson
- Jacob Tremblay como Cody
- Annabeth Gish como Natalie
- Dash Mihok como Whelan, pai anterior de Cody
- Scottie Thompson como professora  de Cody
- Justin Gordon como doutor Tennant
- Kyla Deaver como Annie

## Produção
Em 7 de setembro de 2013 foi anunciado que Mike Flanagan diretor de Oculus havia sido escalado para dirigir um filme de terror chamado "Somnia" além da direção ele também assumiria o roteiro em parceria com Jeff Howard para a Intrepid Pictures. Focus Features International inicialmente foi responsável para comercializar o filme internacionalmente. Em 7 de novembro de 2013 foi anunciado que que a empresa Sierra definitivamente se tornou detentora dos direitos do filme para comercializá-lo mundialmente, direitos que anteriormente pertenciam a FFI. Em 4 de abril de 2014, Relativity Media adquiriu os direitos para distribuir o filme nos Estados Unidos. Em março de 2015, o título do filme foi mudado para Before I Wake.

### Escolha do elenco
Em 7 de novembro de 2013, Kate Bosworth e Thomas Jane foram escalados para fazer o papel dos pais da criança, e Jacob Tremblay foi escalado para interpretar Cody. Em 18 de novembro de 2013, Annabeth Gish integrou o elenco do filme para interpretar Natalie, a assistente social que cuidará da adoção de Cody. Além da atriz prodígio Kyla Deaver, famosa ao atuar em The Conjuring como April Perron, no filme ela interpreta Annie, uma amiga de escola de Cody.

### Filmagens
As filmagens tiveram início em 11 de novembro de 2013, em Fairhope, Alabama. Em 12 de dezembro de 2013 o elenco filmou as cenas realizadas na Barton Academy. O término das filmagens ocorreram no dia 16 de dezembro de 2013. A trilha sonora foi composta por Danny Elfman e The Newton Brothers.

## Lançamento
Em 4 de abril de 2014, Relativity Media adquiriu os direitos reservados para a distribuição do filme nos Estados Unidos.
O filme originalmente foi programado pra ser lançado em 8 de maio de 2015, mas foi adiado para 25 de setembro de 2015, e chegou até ser engavetado após a empresa alegar falência. O filme foi reprogramado em 8 de abril de 2016. Em 14 de março de 2016, foi revelado que Kidnap seria o primeiro lançamento pós-falência, adiando The Disappointments Room e Before I Wake para as datas de lançamento de 5 de dezembro de 2016 e 23 de outubro de 2016, respectivamente. Before I Wake foi, portanto, anunciado pra ser lançado internacionalmente em 7 de abril de 2016 em diversos países incluindo Vietnã, Malásia e Reino Unido, porém, o filme foi novamente adiado para 9 de setembro de 2016. Em seguida, foi retirado da programação.
Em junho de 2016, foi anunciado que o filme seria exibido no Fantasia International Film Festival em julho. O filme teve sua estreia na América do Norte em 31 de julho de 2016, enquanto ainda era distribuído pela Relativity Media. Excluindo os Estados Unidos, a Netflix lançou o filme mundialmente em 28 de abril de 2017. Em dezembro de 2017, foi revelado que a Netflix havia obtido os direitos do filme nos Estados Unidos da Relativity Media, detendo assim os direitos mundiais. A Netflix lançou o filme nos Estados Unidos em 5 de janeiro de 2018.